# Александровский сад (Киров)
Алекса́ндровский сад — центральный и один из старейших парков города Кирова.
Входной портик (см. фото) и чугунная ограда были разработаны в 1838—1840 гг. по проекту архитектора Витберга; центральный павильон и береговая ротонда — по чертежам вятского губернского архитектора Александра Егоровича Тимофеева в 1835 году.

## История
Городской публичный сад был устроен осенью 1825 года при губернаторе А. И. Рыхлевском после посещения Вятки императором Александром I. Для начала определили участок земли площадью 10 906 квадратных сажен и посадили деревья — берёзу, липу, рябину и черёмуху. Место для разведения сада выбрали очень удачно. Оно занимало мыс, образованный берегом реки Вятки и склоном Раздерихинского оврага. В XVII веке здесь находилась северная часть Хлыновского посада, а по кромке лога прилегали рубленые прясла крепостных стен. Территория сада имела значительное архитектурное окружение. Охватив полукольцом корпуса губернских присутственных мест, она вплотную подходила со стороны набережной к ограде Пятницкого храма и заканчивалась у стен Спасо-Преображенского девичьего монастыря.

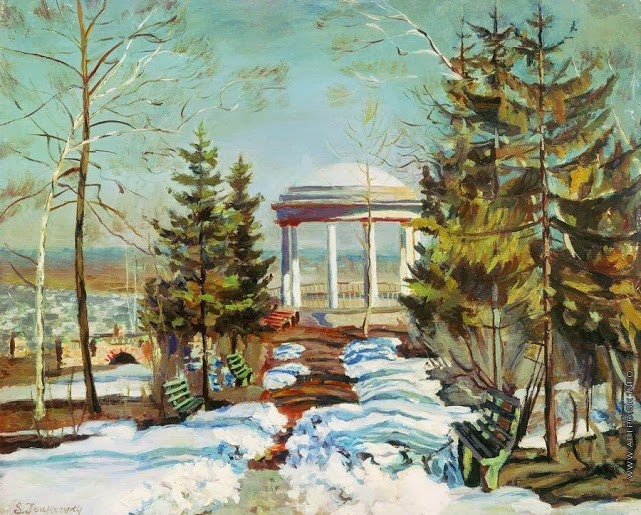
С. Ю. Жуковский. Ранняя весна (Беседка в парке), 1919-21. Курская областная картинная галерея

Официальное открытие сада состоялось 30 августа 1835 года. По инициативе вновь назначенного губернатора К. Я. Тюфяева местным землемером М. Ивакиным предварительно был составлен генеральный план, согласно которому осуществлялась разбивка аллей, тропинок и газонов сада. Тогда же построили две деревянные беседки по чертежам губернского архитектора А. Е. Тимофеева и каменный мостик. В декабре 1835 года с позволения императора сад получил название «Александровский» в честь наследника престола, будущего царя Александра II. Завершающим звеном в ансамбле Александровского сада стали чугунная ограда и ворота, построенные в 1838—1840 годах по проекту выдающегося архитектора и художника А. Л. Витберга. Строительным работам предшествовала нивелировка площади перед садом и выравнивание трассы ограды.
С приходом советской власти саду переименовали в сад «Красная звезда», а с 1939 года в Парк культуры и отдыха им. Ст. Халтурина. В 1997 году Александровскому саду было возвращено первоначальное наименование .

## Архитектура
Первоначальная разбивка парка системой аллей и тропинок сочетала элементы строгого регулярного стиля и живописные детали естественной ландшафтной архитектуры. Главная планировочная ось парка — центральная аллея, перспектива которой эффектно замыкается силуэтом паркового павильона. Затем, огибая складки рельефа, дорожка проходила по краю оврага, подводя по декоративному мостику к кульминационной точке ансамбля — береговой ротонде. Комплекс парковых сооружений удачно дополняла небольшая поминальная часовня, построенная в 1875 году по другую сторону Раздерихинского оврага. Во второй половине XIX и в XX веках на территории сада появились летний клуб, кинотеатр, шахматный павильон, танцплощадка и различные аттракционы, но просуществовали они недолго. Ротонды, входной портал и решетку Александровского сада можно смело поставить в ряд лучших достижений русской садово-парковой архитектуры периода позднего классицизма.
Великолепный ансамбль Александровского сада по праву считается одним из лучших произведений парковой архитектуры провинциального классицизма.

## Иллюстрации

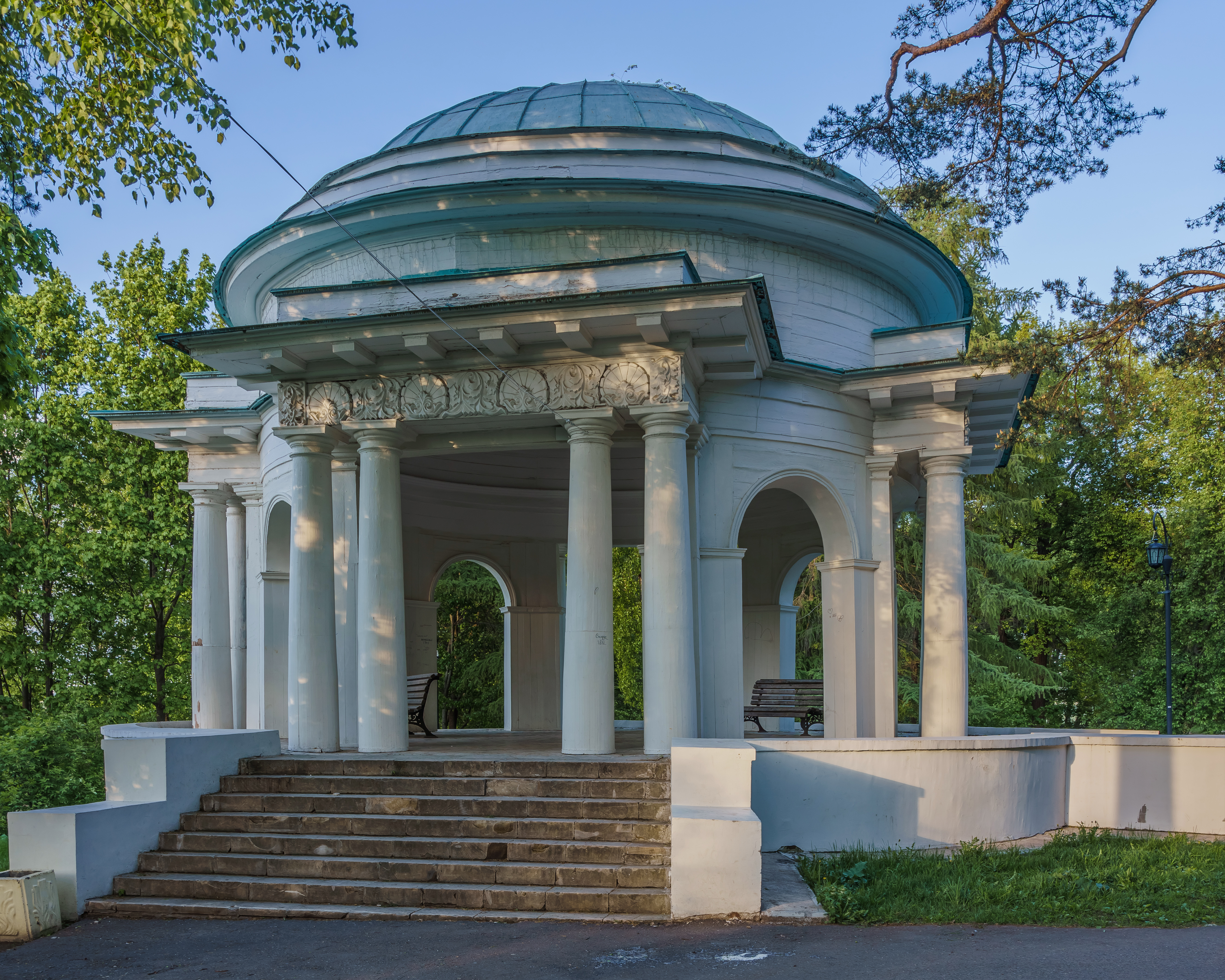
Беседка-ротонда
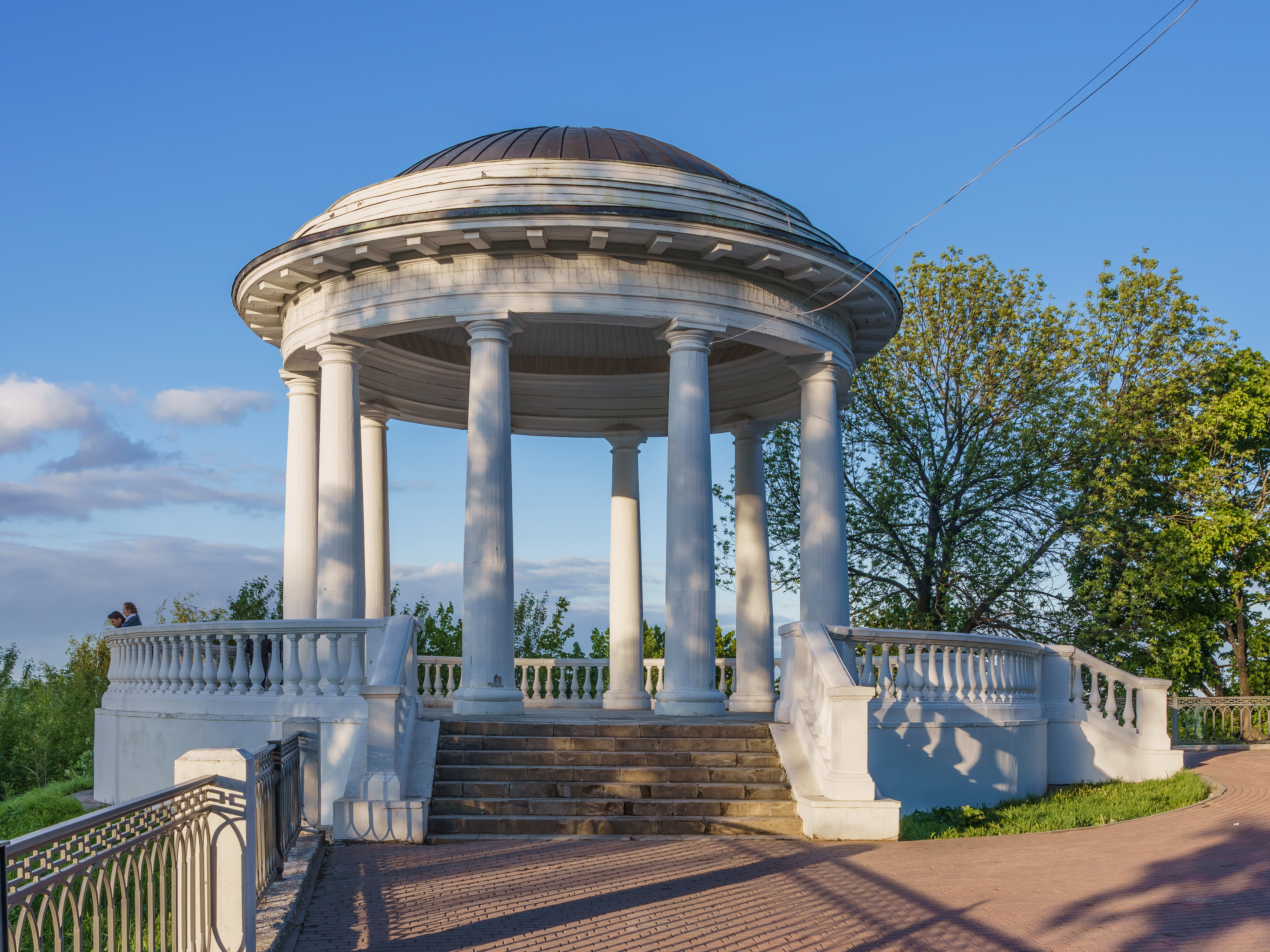
Береговая ротонда
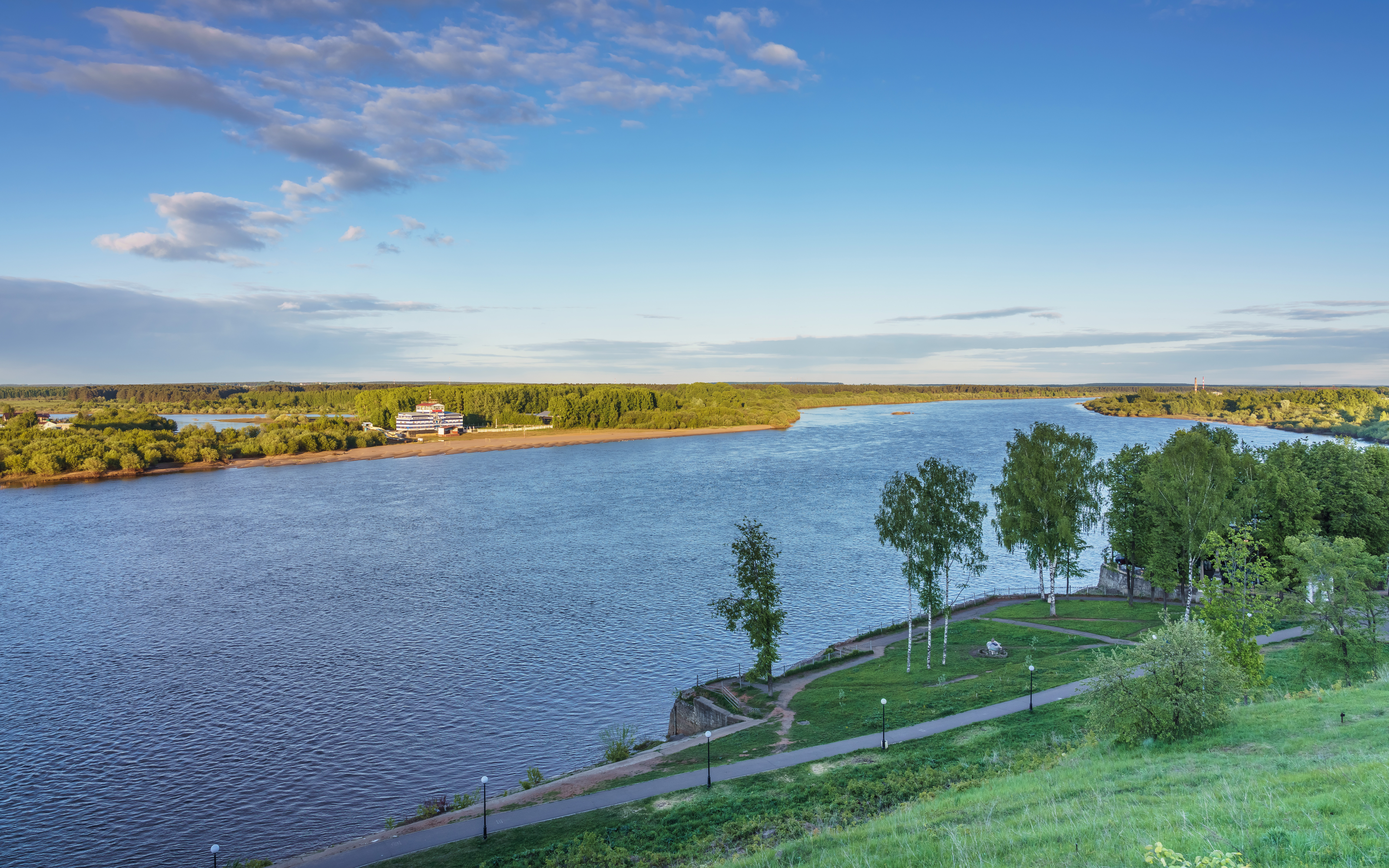
Вид из сада на Вятку
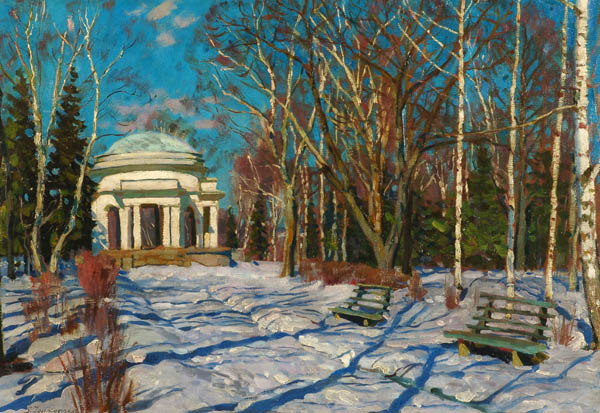
С. Ю. Жуковский. Зимний пейзаж. Вятка (Ротонда в Александровском саду), 1921. НХМ РБ